# Ржовино
Ржовино — бывшая деревня в Краснопрудской волости Псковского района Псковской области России.
Расположена в 12 км к югу от волостного центра Кирово и в 50 км к югу от города Пскова.
Постоянное население по состоянию на 2000 год в деревне отсутствовало.
Хоть Ржовино и числиться в списке населённых пунктов Краснопрудской волости, но по факту является урочищем ориентировочно с 1990-х годов. Дома не сохранились, фундаменты отсутствуют. На местности читается планировка бывшей деревни ─ главная улица и переулок. В урочище растут плодовые деревья и имеются бетонные опоры под деревянные столбы. Линия ЛЭП, идущая от соседней деревни Горбово, без проводов. Рядом, по реке Многе, проходит граница с Островским районом. Имеется автомобильный брод. Рядом с урочищем расположена высота, где в годы Великой Отечественной войны проходила линия Пантера. На высоте имеется памятный знак Звезда и немецкий ДОТ. В стороне от них расположены две безымянные могилы, по всей вероятности не имеющие отношения к войне. На довоенной карте РККА в районе могил обозначена часовня.
Добраться до урочища можно только на внедорожнике или пешком. Автомашину можно оставить в деревне Горбово, от которой до урочища 1600 метров.